# Miss Líbano 2024
Miss Líbano 2024 fue la 62.ª edición del concurso Miss Líbano. Se llevó a cabo el 27 de julio de 2024 en el Beirut Waterfront, Beirut (Líbano). Yasmina Zaytoun coronó a Nada Koussa como su sucesora al final del evento.

## Antecedentes
En junio de 2024, se confirmó que el concurso se llevaría a cabo el 27 de julio en el Beirut Waterfront. El anuncio se produjo después de una pausa de un año, en la que LBCI tuvo que cancelar la competición de 2023 por falta de patrocinadores. El 17 de julio, se anunció que Aimée Sayah sería la presentadora del evento. Se reveló que la cantante libanesa Elissa actuaría durante el evento.
Se reveló que la marca de joyería internacional de origen libanés Mouawad diseñó la corona «Cedar of Hope» (en español, «cedro de esperanza») para el concurso. El diseñador de moda italiano-libanés Tony Ward proporcionó los vestidos de noche a las concursantes.

### Selección de candidatas
En marzo de 2024, LBCI publicó un vídeo en Instagram animando a las mujeres libanesas a asistir a las audiciones de Miss Líbano 2024, del cual se seleccionaron las candidatas. También se alentó a quienes viven en la diáspora a presentar su solicitud en línea.

## Resultados
| Posición          | Candidata                                     |
| ----------------- | --------------------------------------------- |
| Miss Líbano 2024  | - Nada Koussa                                 |
| Primera finalista | - Sarah Leen Bou Jaoude                       |
| Segunda finalista | - Gael Balian                                 |
| Tercera finalista | - Melissa Kozah                               |
| Cuarta finalista  | - Sibelle Bou Chaaya                          |
| Top 8             | - Thouraya Assaf - Nour Salem - Maria Bathish |

## Candidatas
Quince candidatas compitieron por el título.
| N.º | Nombre                | Edad | Ciudad natal           |
| --- | --------------------- | ---- | ---------------------- |
| 1   | Celine Beaino         | 21   | Aintoura               |
| 2   | Chloe Hanna           | 23   | Tannurin               |
| 3   | Gaelle Balian         | 25   | Sin el Fil             |
| 4   | Lynn Hitti            | 22   | Zalka                  |
| 5   | Maria Bathish         | 24   | Ehden                  |
| 6   | Melissa Kozah         | 22   | Deir Al-Ahmar          |
| 7   | Nada Koussa           | 26   | Rahbeh                 |
| 8   | Natalys Shamseddine   | 25   | Al Bennay              |
| 9   | Noor Breich           | 25   | Ain Qani               |
| 10  | Nour Salem            | 25   | Saghbine               |
| 11  | Sara Makki            | 22   | Kathouratiyet Al Siyad |
| 12  | Sarah Al-Aridi        | 26   | Baissour               |
| 13  | Sarah Leen Bou Jaoude | 19   | Jdeideh                |
| 14  | Sibelle Bou Chaaya    | 24   | Taybeh                 |
| 15  | Thouraya Assaf        | 21   | Tiro                   |

## Jurado
Las miembros del jurado fueron:
- Nour Arida, modelo y bloguera de moda.
- Raya Abirached, presentadora de televisión.
- Diane Ghandour, diseñadora de interiores.
- Razane Jammal, actriz.
- Petra Khoury, asesora del primer ministro interino para asuntos de salud.
- Paola Pharaon Rizk, socialite.
- Mireille Hayek, propietaria de la cadena de restaurantes M Sharif.
- Georgina Rizk, Miss Líbano 1970 y Miss Universo 1971.